# Línea 298 (Santa Fe Provincia)
La línea 298 de permiso precario provincial de Santa Fe es una línea de transporte público de pasajeros interurbana con recorrido entre las ciudades de Rosario y Álvarez, Argentina. El servicio está actualmente operado por el grupo empresario InterBus desde marzo de 2009.

## Recorrido
Su recorrido ha sido extendido y comprimido sucesivas veces entre las localidades de Rosario, Los Muchachos y Álvarez.

## Prestatarias
Anteriormente el servicio de la línea 298 era explotado por la empresa empresa COTAL (dueña de líneas urbanas como la 131, 132 y 112) que lo explotaba desde los 80's hasta fines del 2008.

## Recorridos
Servicio diurno y nocturno.
|  |  | KBHFa |

|  |  | KBHFa |

|  |  | KBHFa |

|  |  | KBHFe |